# Karl Edvard Diriks
Karl Edvard Diriks (Christiania, 9 gennaio 1855 – Horten, 17 marzo 1930) è stato un pittore norvegese.

## Biografia
Nacque a Christiania (ora Oslo, in Norvegia) da Christian Ludvig Diriks e Benedicte Henriette Munch. Era nipote dello statista Christian Adolph Diriks e di Carl Frederik Diriks, ufficiale di marina e illustratore. Studiò architettura a Karlsruhe, in Germania, dal 1874 al 1875 e, in seguito, a Berlino. Sposò la pittrice e scultrice Anna Diriks (1870-1932). Risiedettero in Francia dal 1899 al 1921.
È conosciuto per i suoi dipinti che rappresentano paesaggi con nuvole, pioggia, forti nevicate, tempeste e mare mosso. Tredici delle sue opere si trovano presso la Galleria Nazionale di Oslo, mentre altre si trovano in diversi musei della Norvegia, della Francia e della Germania. Fu nominato Cavaliere, primo Grado dell'Ordine di Sant'Olav, e Officier della Legion d'Onore francese nel 1920.

## Galleria d'immagini

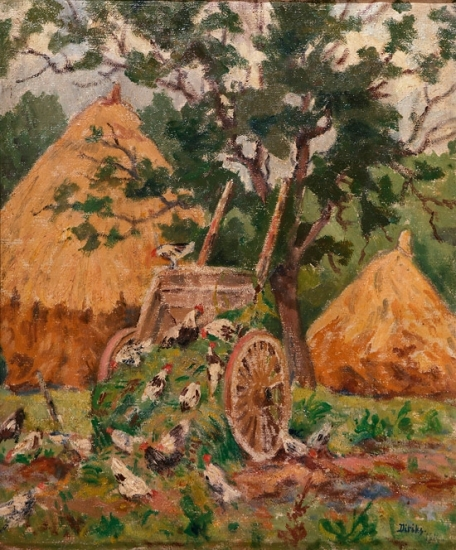
Pollaio, Francia (1914)
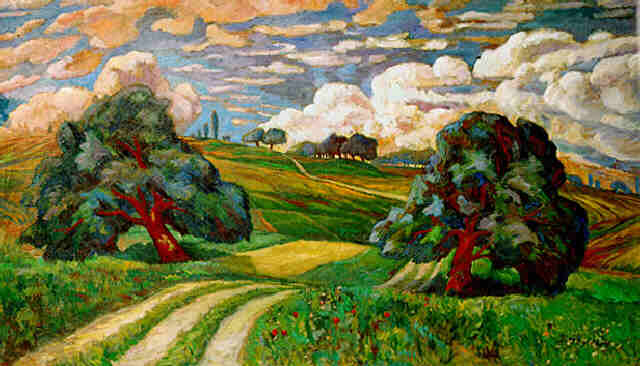
Dopo la tempesta (1904)
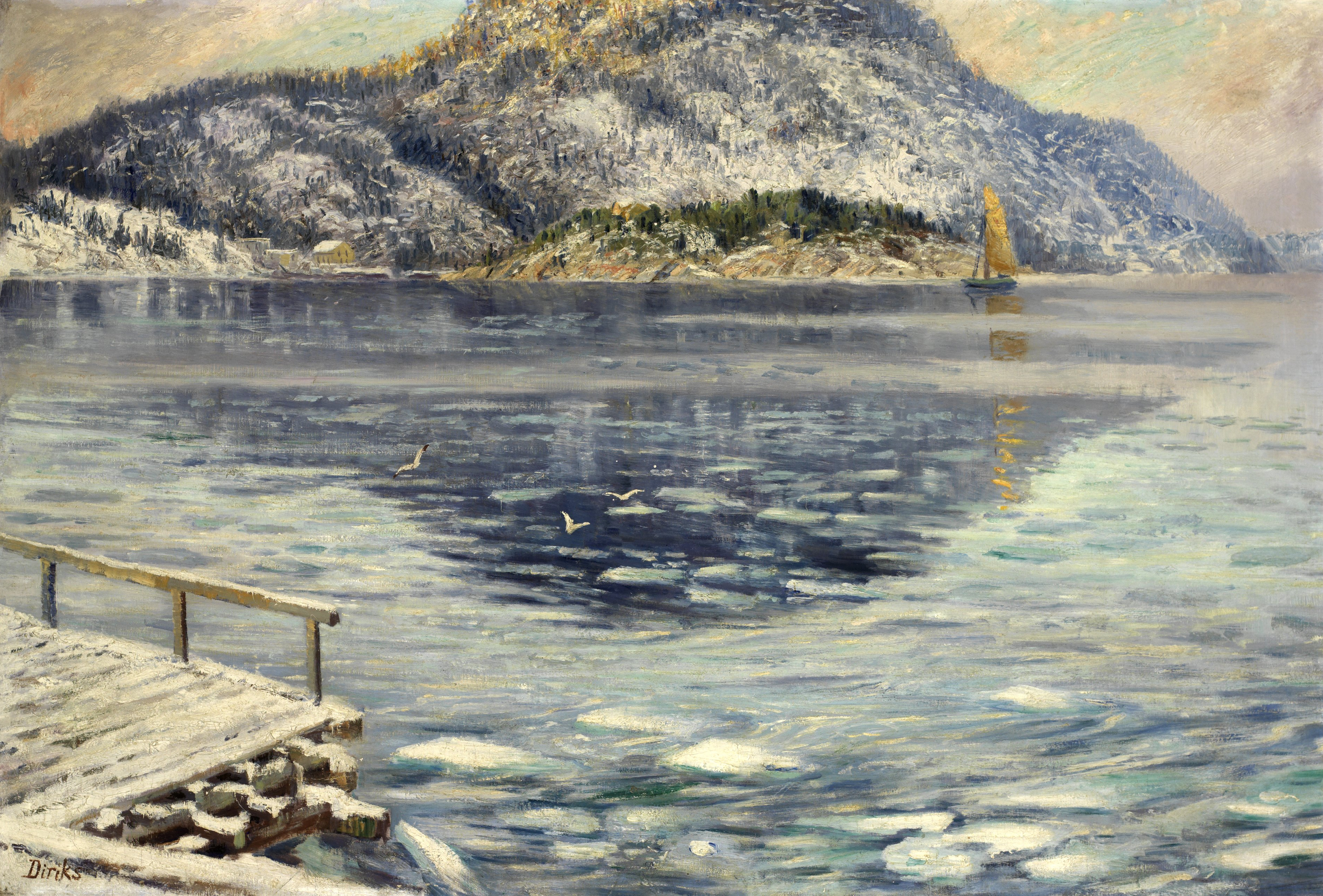
Il disgelo
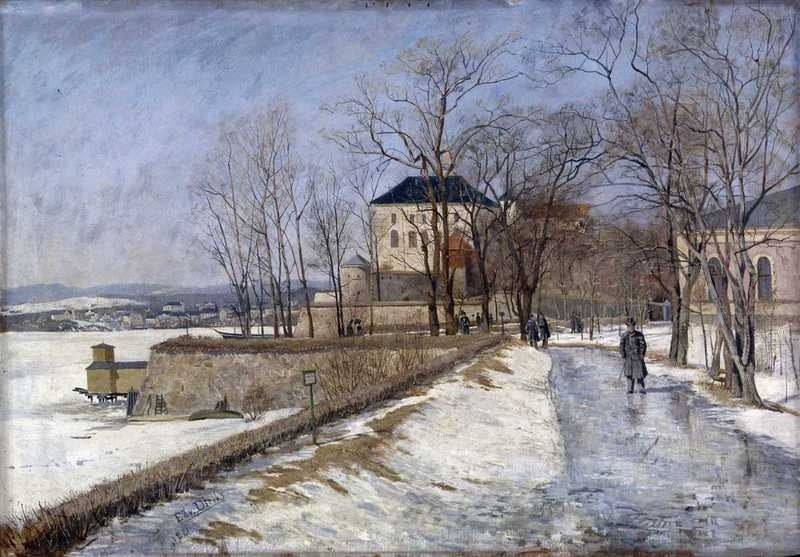
Vista da Akershus (1881)
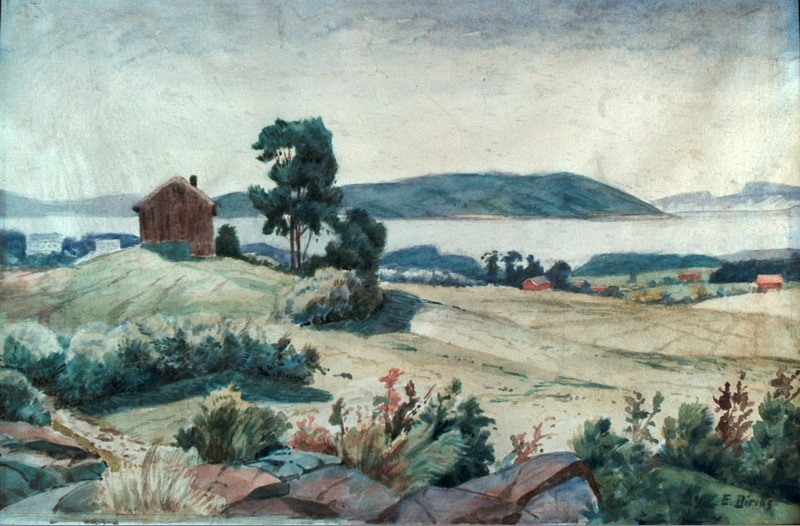
Vista da Frøensjordene (1880)